# Кокоревская культура
Ко́коревская культу́ра — археологическая культура эпохи верхнего палеолита в Сибири. Названа по эпонимической стоянке Кокорево I в верховьях реки Енисей. В 1960—1970-х годах археологические раскопки проводила З. А. Абрамова.
Артефакты, связанные с данной культурой, встречаются на территории Новосёловского района Красноярского края, главным образом вдоль Енисея (Кокорево I, Аёшка, Новосёлово). Существовала около 15—10 тыс. лет назад. Близка к афонтовой культуре. 
Характерной чертой этой культуры являются углублённые в землю очаги. Каменный инвентарь — пластинчатые орудия, ножи, скребки, резцы, вкладыши. Костяные наконечники и ножи с пазами для кремнёвых вкладышей. На стоянке Кокорево найдена лопатка бизона с воткнувшимся в неё наконечником.
Хозяйство было основано на охоте на северного оленя, лошадей, куланов, козлов, быкообразных, оленей, туров и мамонтов.